# Douglas Water (vattendrag i Storbritannien, lat 55,63, long -3,75)
Douglas Water är ett vattendrag i Storbritannien.   Det ligger i riksdelen Skottland, i den centrala delen av landet, 500 km nordväst om huvudstaden London.